# PC Engine
Die PC Engine ist eine stationäre 8/16-Bit-Spielkonsole von NEC. In den USA erschien sie als TurboGrafx-16. Sie wurde vom Spielehersteller Hudson produziert.

## Geschichte
Die PC Engine kam 1987 auf den japanischen Markt und bestach durch ihre für die damalige Zeit besonderen Grafik- und Soundmöglichkeiten. Sie wird meist zu den 16-Bit-Geräten gezählt, da der Grafikprozessor über eine 16-Bit-Struktur verfügte. Vertrieben wurde die Konsole bis 1994 unter verschiedenen Namen in vielen verschiedenen Modellvarianten, die sich meist aber kaum vom Ur-Gerät unterschieden. Auf dem europäischen Markt war das Gerät 1990 nur für kurze Zeit unter dem Namen TurboGrafx in Großbritannien und Spanien erhältlich. Der Verkauf dieser PAL-Variante musste bereits kurze Zeit später aus vertriebsrechtlichen Gründen eingestellt werden.

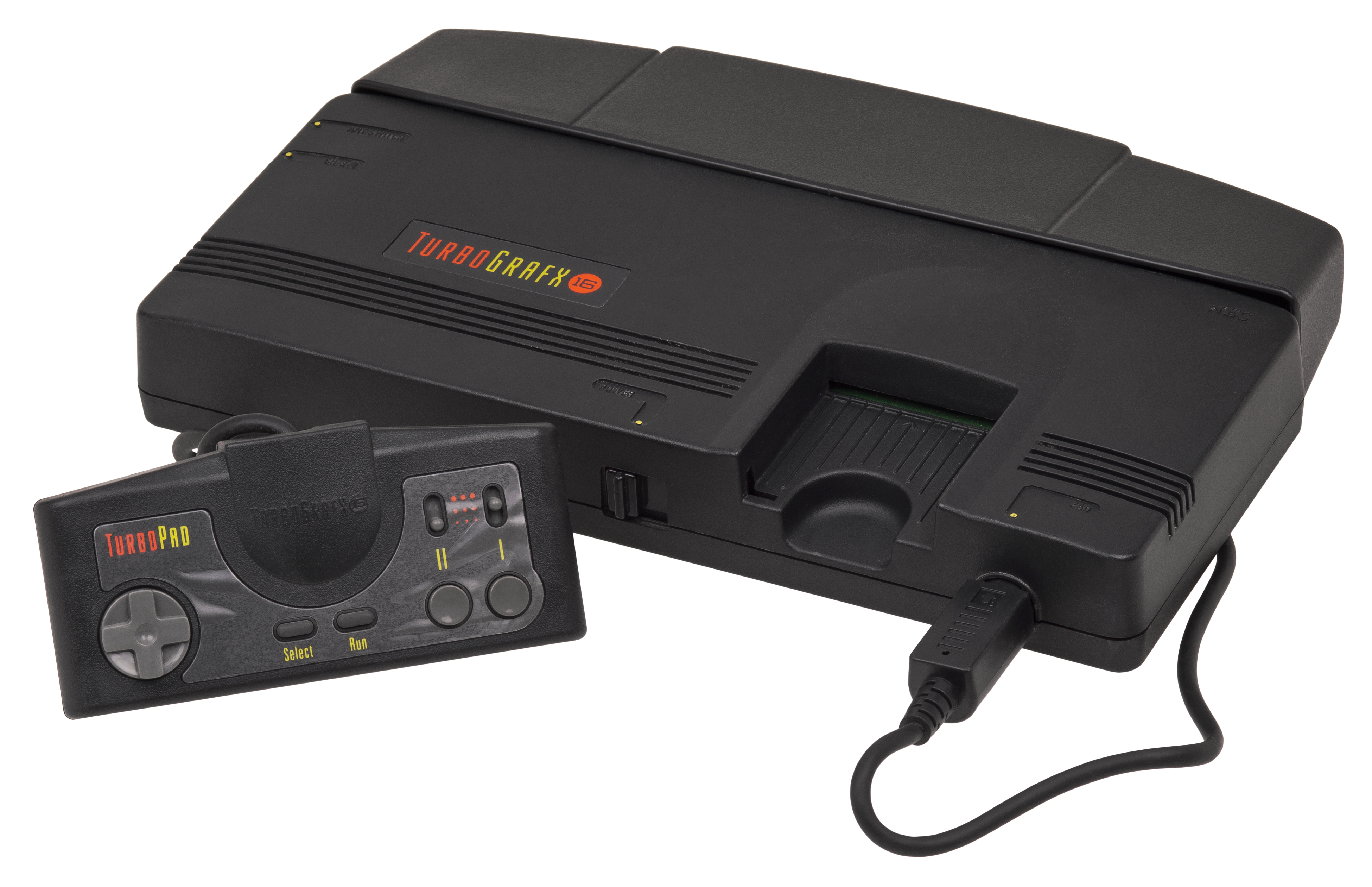
TurboGrafx 16 mit abgedecktem Expansionsport

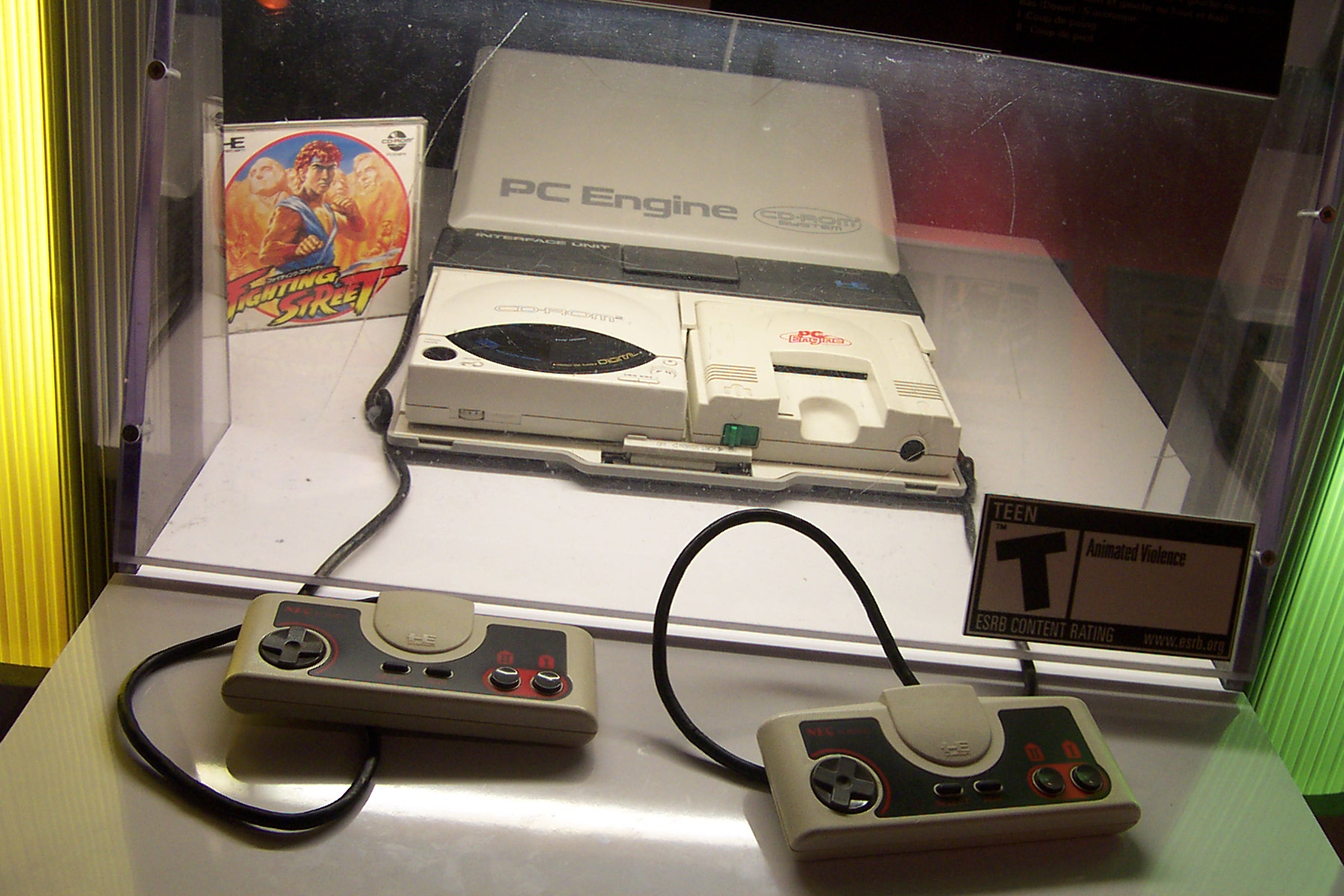
PC Engine mit CD-ROM² und Interface-Unit

In den USA kam das Gerät 1989 unter dem Namen TurboGrafx-16 auf den Markt.
Motiviert durch den Erfolg der PC Engine in Japan und durch den Druck der Konkurrenten Super Nintendo Entertainment System und Sega Mega Drive, versuchte NEC 1989 mit der SuperGrafx eine Nachfolger-Konsole auf den Markt zu bringen. Da sowohl die Unterschiede zur PC Engine als auch die Anzahl der speziell für dieses System entwickelten Spiele eher gering waren, blieb der Erfolg trotz Abwärtskompatibilität aus, woraufhin NEC nach kurzer Zeit die Produktion wieder einstellte und sich wieder ganz auf die PC Engine konzentrierte.
Im Jahr 1990 kam in Japan die PC Engine GT, eine Handheld-Konsole ähnlich dem Atari Lynx oder Sega Game Gear auf den Markt. 1991 erschien dann noch die einem kleinen Laptop ähnliche PC Engine LT als Nachfolger. In China und in Korea werden auch heute noch Nachbauten der PC Engine vertrieben.

## Spiele

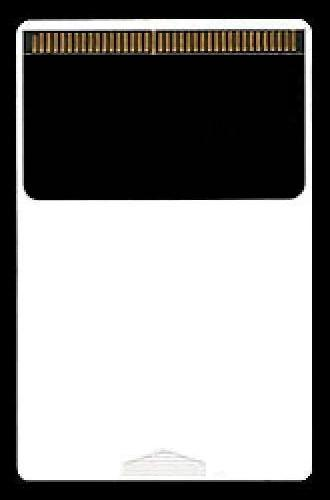
HuCard

Die Spiele wurden auf HuCards vertrieben. Dies sind ROM-Steckmodule, welche von der Form und Größe her mit heutigen PCMCIA-Steckkarten vergleichbar sind. Ab 1988 wurden auch Spiele auf CD-ROM² und ab 1991 überwiegend als Super-CD-ROM² für die PC Engine mit angeschlossenem, später integriertem, (Super) CD-ROM² Laufwerk (sprich CD-ROM ROM) verkauft. Trotz der runden Form der Oberseite und des passenden Durchmessers hatte die PC Engine zunächst kein CD-ROM-Laufwerk. Für den Anschluss der CD-ROM²-Laufwerke war eine Interface-Unit und 64 KB CD-Puffer-RAM in Form von System Cards notwendig. Diese erschienen in verschiedenen Versionen und ermöglichten sogar später als Super-System-Card mit 256 KB RAM den Einsatz der neuen Super-CD-ROM²'s. Beim 1991 nur in Japan erschienenen Super-CD-ROM² ist die neue Super-System-Card fest eingebaut und das Laufwerk lässt sich an alle japanischen Versionen der PC Engine mit Expansionsport – ausgenommen der Shuttle – anschließen.
1991 in Japan und ein Jahr später in Nordamerika erschien die PC-Engine Duo bzw. TurboDuo, welche PC-Engine und Super-CD-ROM² und die neue Super-System-Card in einem Gehäuse vereint. HU-Cards für den Amerikanischen Markt (sog. Turbo-Chips) sind nicht kompatibel zur japanischen PC Engine, Spiele auf CD sind weltweit kompatibel.

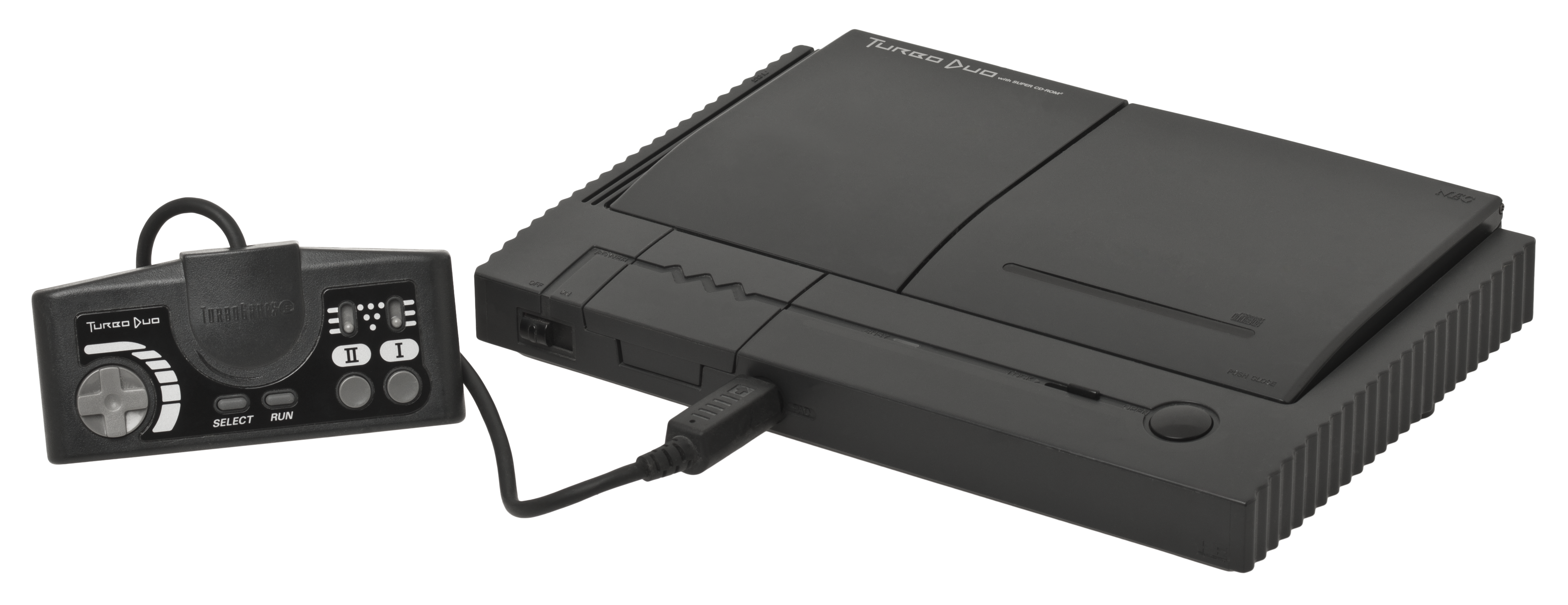
TurboDuo

Später erschienen nur in Japan noch zwei Arcade Card Pro (CD-ROM²) bzw. Arcade Card Duo (Super-CD-ROM²) genannte System Cards. Mit der darauf enthaltenen 2 MB RAM-Erweiterung war es nun unter anderem möglich, sogar Umsetzungen einiger NeoGeo-Prügelspiele wie Art of Fighting (inkl. Zoom Effekt) auf der PC Engine zu spielen. Eine Besonderheit der Arcade-Card-Spiele ist der mit Rendergrafik versehene Shooter Sapphire, der nur in einer äußerst kleinen Stückzahl auf den Markt kam.
Seit 2007 können die Spiele des TurboGrafx auch in Europa auf der Nintendo Wii gespielt werden. Via Internet konnten Wii-Besitzer die Spiele-Software bis zur Schließung des Wii-Shop-Kanal herunterladen und die fast 20 Jahre alten Spiele neu aufleben lassen.

## Eigenschaften der Spielkonsole
Die Spiele für die PC Engine hatten eine sehr bunte Comicgrafik und ein neuartiges Design. Sie war schon in den Anfangszeiten bekannt dafür exzellente Spielhallenumsetzungen zu ermöglichen. R-Type ist hier besonders hervorzuheben und der zu dieser Zeit beste Port aus der Spielhalle. Aufgrund der Größe musste R-Type auf 2 HuCards ausgelagert werden. Zu den weiteren erfolgreichen Spielen aus dieser Zeit zählen Bloody Wolf, Dragon Spirit, Tiger Heli, Street Fighter II, Mr. Heli, Neutopia, Final Match Tennis, Bomberman für bis zu fünf Spieler und die Flipperspiele Devil Crush und Alien Crush. Nach Meinung vieler Spieler sind diese immer noch die besten Flipperumsetzungen.
Jede PC Engine verfügt nur über einen Controller Anschluss im Mini-DIN-Format, einzig der TurboGrafx-16-Anschluss ist abweichend davon im größeren DIN-Format ausgeführt. Zum Spielen mit bis zu fünf Mitspielenden werden länderspezifische Mehrspieleradapter benötigt. Nach der Veröffentlichung der Turbo-Duo in Nordamerika wurden auch offiziell Adapter angeboten um TurboGrafx-16-Controller am kleinen Mini-DIN Controller-Port der Turbo-Duo betreiben zu können.
Weiterhin bestechen gerade folgende CD-Versionen von Spielen zu ihrer damaligen Zeit (Anfang 1990) durch die besondere Verschmelzung von Sound und Grafik. Als dafür beispielhafte Spiele sind hier besonders Akumajou Dracula X: Chi no Rondo (Castlevania), Dungeon Explorer II, Gradius II – Gofer no Yabou und Gate of Thunder zu nennen. Nennenswert ist die Tatsache, dass erst Jahre später ein CD-Laufwerk für das Sega Mega Drive in Form der Mega-CD erschien, kommerziell jedoch floppte. Für das Super Nintendo hingegen wurde ein vergleichbares Gerät angekündigt, aber nicht veröffentlicht. Den Durchbruch erzielte der Datenträger CD erst Mitte der 1990er Jahre mit dem Erscheinen der 32-Bit-Konsolen.

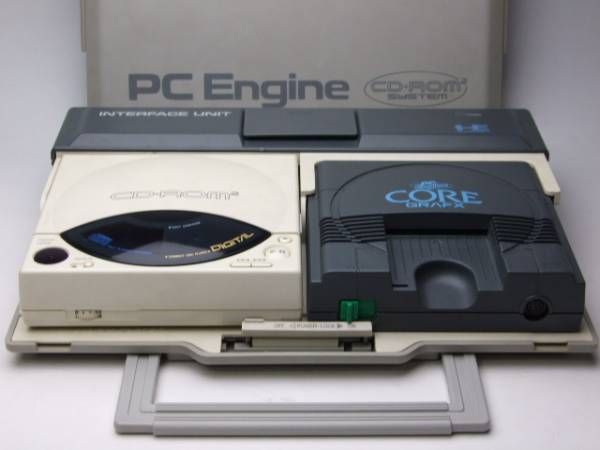
PC Engine CoreGrafx mit CD-ROM² und Interface-Unit
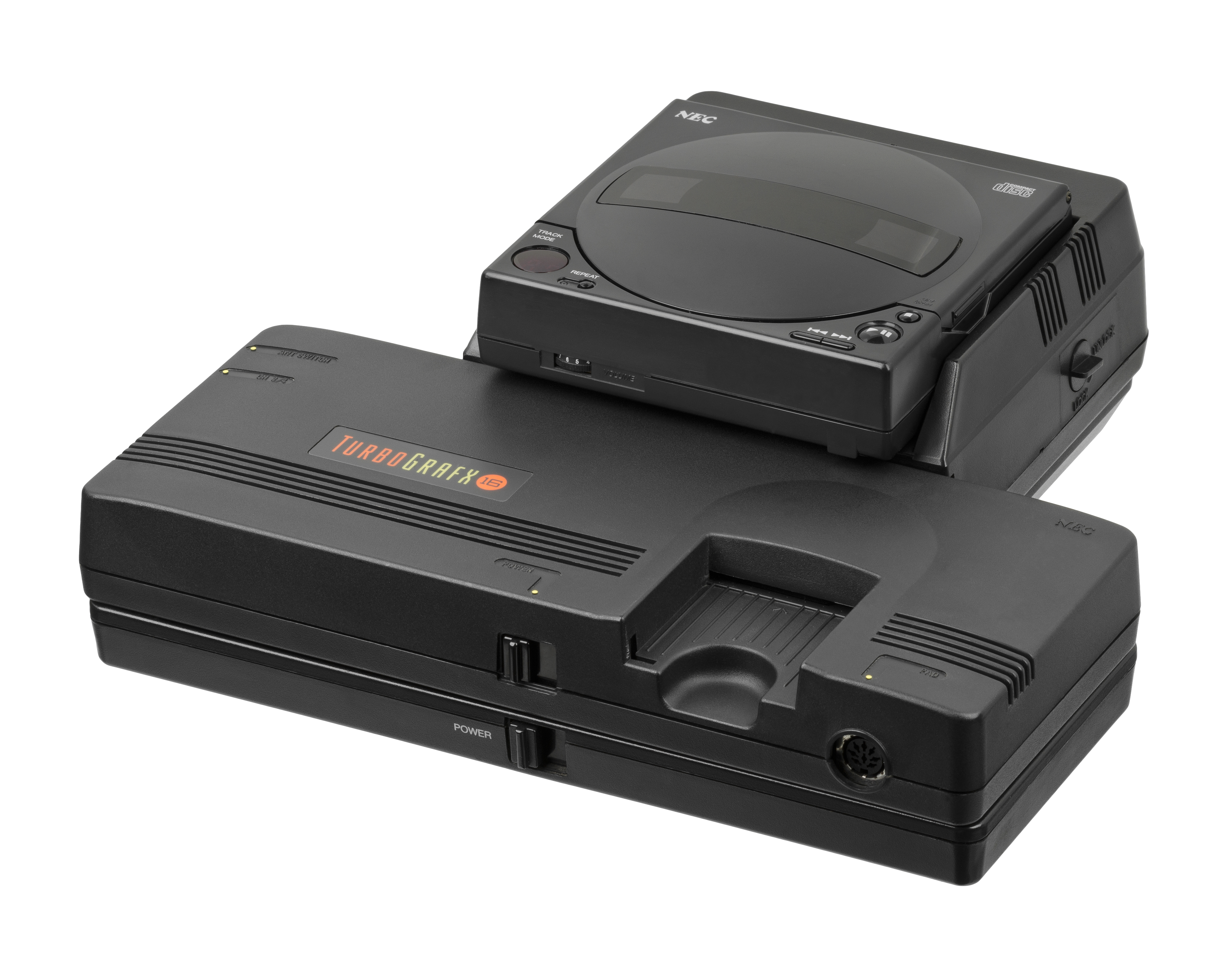
TurboGrafx-16 mit CD-ROM²
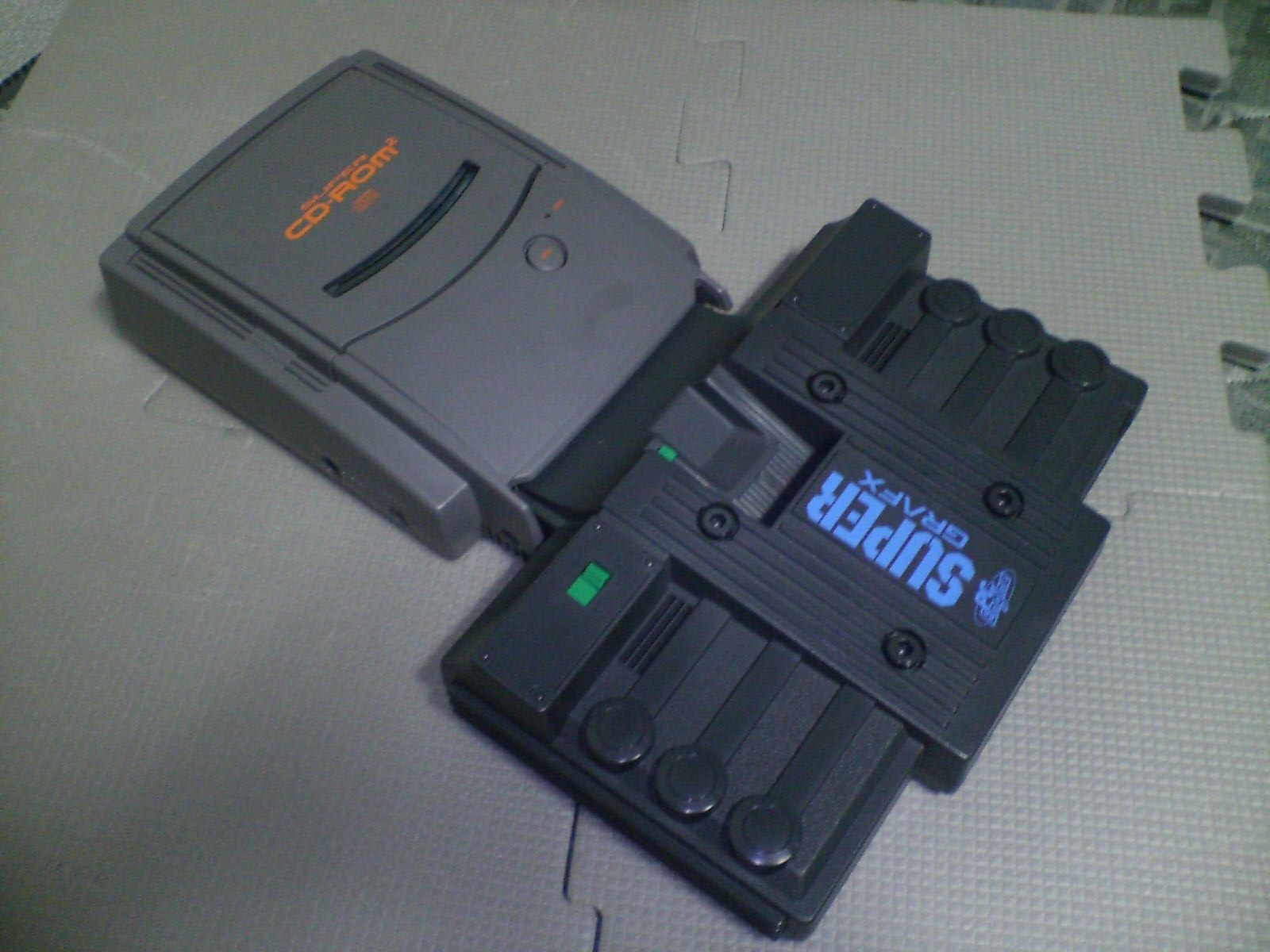
SuperGrafx mit Super-CD-ROM²
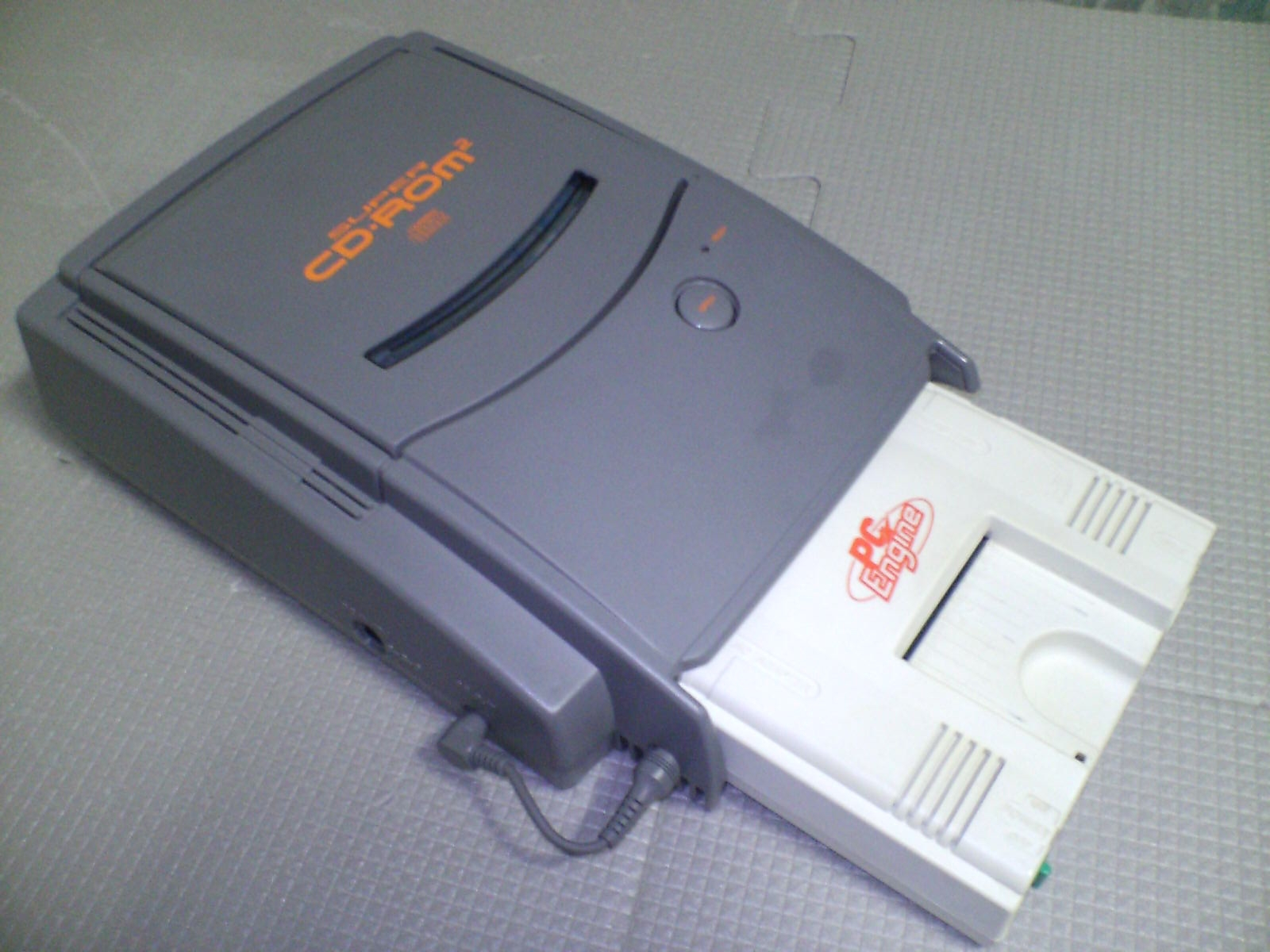
PC Engine mit Super-CD-ROM²
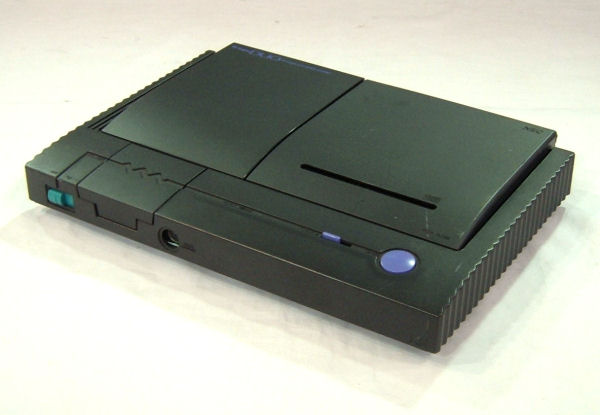
PC Engine Duo
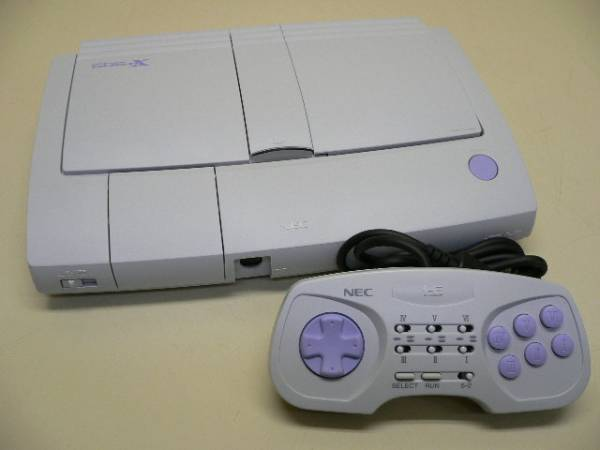
PC Engine Duo RX
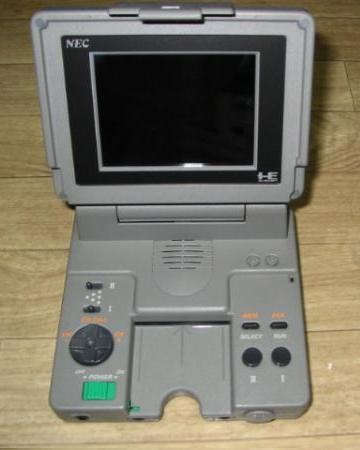
PC Engine LT
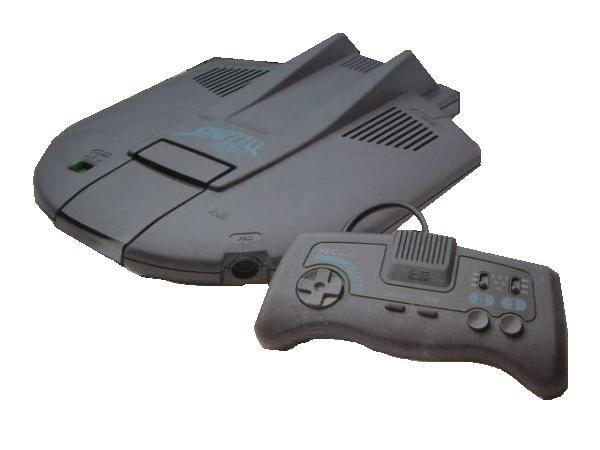
PC Engine Shuttle

## Sammlerwert
Die PC Engine ist heute, vor allem auf Grund der hohen Qualität der Spiele, noch bei vielen Sammlern und Nostalgikern beliebt. Seltene oder gesuchte Spiele erzielen deshalb gerade bei Liebhabern auch heute noch wegen der großen Nachfrage hohe Preise.

## Virtual Console
Einige der Spiele dieser Konsole konnten über das Virtual-Console-System der Nintendo Wii-Konsole heruntergeladen werden.

## PlayStation Network
In Japan kann man im PlayStation Network ebenfalls einige Titel für die PlayStation 3 und PlayStation Portable erwerben, darunter Bomberman '94.

## Technische Daten

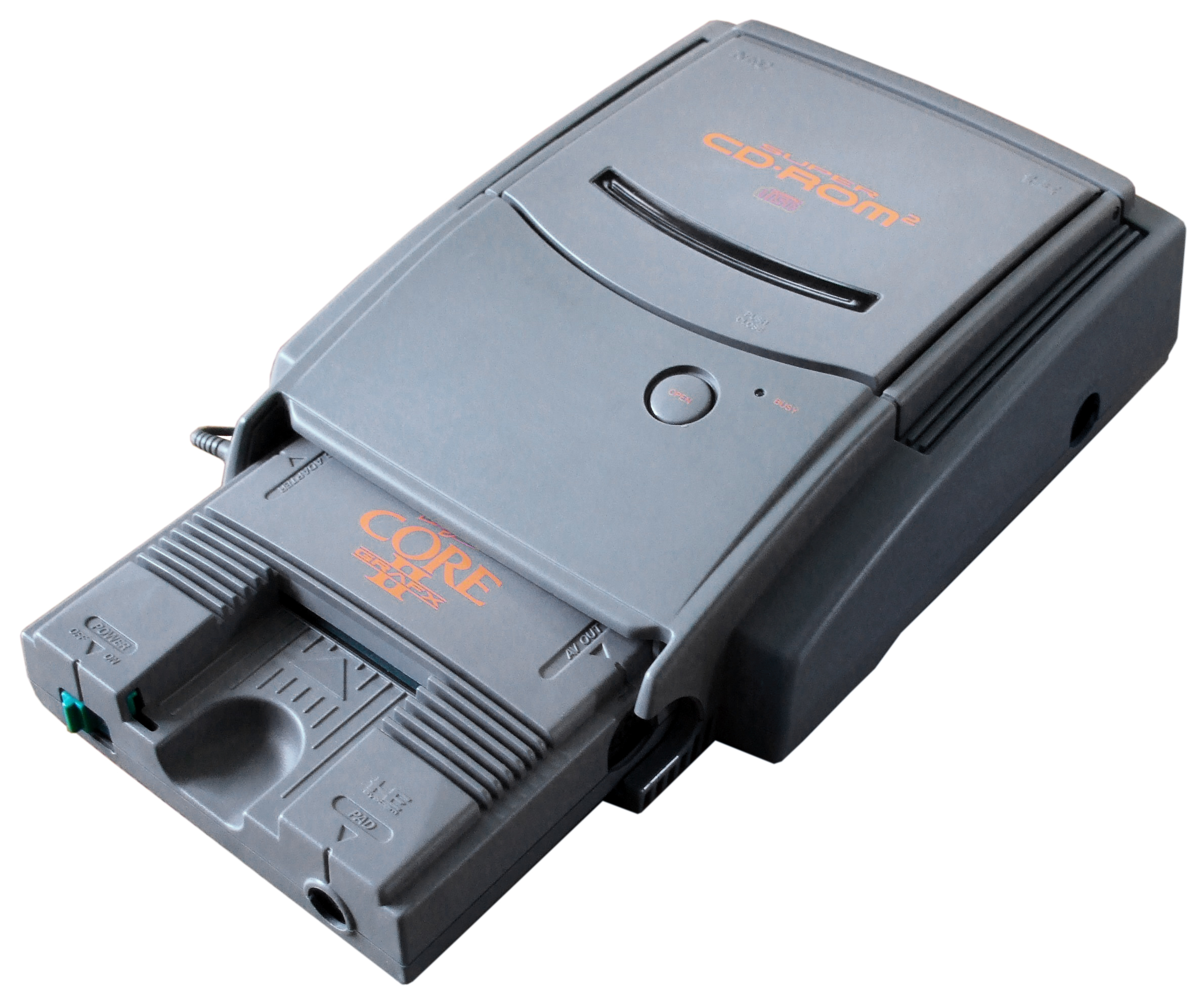
Core-Grafx II mit angeschlossenem Super-CD-ROM²

- Prozessor: HuC6280 (6502-kompatibel), 8-Bit, 7,16 MHz
- RAM: 8 kB
- Video-RAM: 64 kB
- Grafikausgänge: TV/RGB
- Grafikauflösung: 256 × 224 und 320 × 224; 512 × 256, 32 – 512 Farben
- Farbpalette: 512 Farben
- Sound: 6-Kanal, Stereo
- Speichermedien: HU-Card (bis zu ca. 2 MB) und SHU-Card (bis zu ca. 8 MB), CD-ROM, Super-CD-ROM
- Sprites: 64 gleichzeitig (dabei max. 16×16 Pixel und 15 Farben pro Sprite)
- Maße: 135 mm × 140 mm× 40 mm

RGB wird zwar vom Grafikchip ausgegeben, aber nicht an den TV-Ausgang weitergegeben. Nur durch eine Modifikation des TV-Anschlusses (Austausch und Neuverlötung der Buchse) und mit speziellem TV-Kabel ist wirkliches RGB möglich.

## Varianten und Nachfolger
- PC Engine, 1987

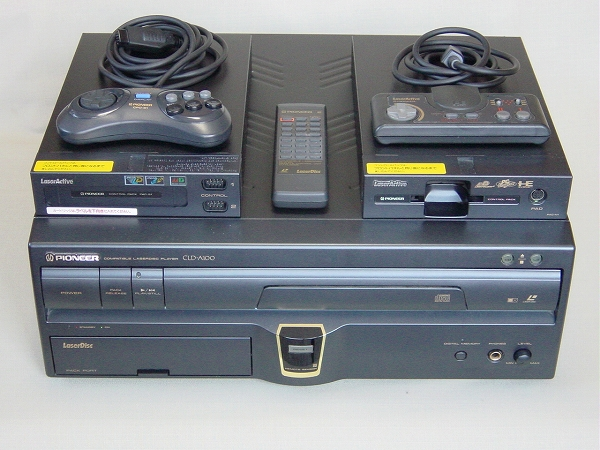
Pioneer LaserActive CLD-A100 mit den Einschubmodulen Sega Mega Drive (PAC-S10/PAC-S1) (links) und PC Engine (PAC-N10/PAC-N1) (rechts)

- Sharp X1 twin, 1987 (Doppelsystem aus einem X1-Heimcomputer und einer PC Engine)
- PC Engine CD-ROM², 1988
- PC-KD863G, 1988 (Röhrenmonitor mit eingebauter PC Engine)
- TurboGrafx-16, 1989 (Amerikanische Version der PC Engine)
- PC Engine Shuttle, 1989 (redesignte PC Engine mit verändertem Expansionsslot)
- PC Engine SuperGrafx, 1989
- PC Engine CoreGrafx, 1989 (redesignte PC Engine)
- TurboGrafx, 1990 (Britische PAL Version der TurboGrafx-16)
- TurboGrafx-CD, 1990 (Amerikanische Version des CD-ROM²)
- PC Engine GT (TurboExpress in Amerika), 1990
- PC Engine CoreGrafx II, 1991 (erneutes Redesign der PC Engine)
- PC Engine Super CD-ROM², 1991
- PC Engine Duo, 1991
- PC Engine LT, 1991
- TurboDuo, 1992 (Amerikanische Version der PC Engine Duo)
- PC Engine Duo R, 1993 (redesignte PC Engine Duo)
- Pioneer LaserActive CLD-A100, 1993 (Spiele im LD-ROM² Format verfügbar)
- PC Engine Duo RX, 1994 (wurde mit neuem Controller verkauft)